# 鈴木重晴
鈴木 重晴（すずき しげはる、1934年4月5日 – 2012年2月27日）は、日本の陸上競技選手、指導者。

## 経歴
1946年、学制改革期の旧制秋田中学校（在学中の1948年に秋田南高等学校と改称。現在の秋田県立秋田高等学校）に入学。楢山の歯医者であった叔父宅から通学しており、鈴木自身も歯医者を目指していたという。1年生より陸上競技を始め、3年生の折に400mと800mで全県大会・東北大会に優勝して駒を進め、インターハイで両種目3位。東西対抗400mで全国優勝を果たした。
早稲田大学に進学し競走部に入部。大学在学中に中距離4種目（400m、800m、1000m、1600mリレー）で日本新記録を立てた。また、箱根駅伝にも4年連続で出場、区間賞2回。中距離から長距離までこなすランナーとして知られた。
1952年、第7回国民体育大会の1500mで優勝。1954年にはアジア大会（マニラ）に派遣された。
1956年メルボルンオリンピックで、男子800メートル競走と男子1600メートルリレー走に出場した。
1956年早稲田大学商学部卒。社会人となった後も、中村清監督の下で長年コーチを務めた。中村の勇退後1984年から2003年までの19年間、早稲田大学競走部の監督を務めた。
2012年2月27日、脳梗塞の為、死去。77歳没。